# 12288 Verdun
12288 Verdun è un asteroide della fascia principale. Scoperto nel 1991, presenta un'orbita caratterizzata da un semiasse maggiore pari a 2,2056025 UA e da un'eccentricità di 0,1115346, inclinata di 7,18931° rispetto all'eclittica.